# Амосёнок, Василий Григорьевич
Васи́лий Григо́рьевич Амосёнок (1863 — не ранее 1912) — член III Государственной думы от Витебской губернии, крестьянин.

## Биография
Православный, крестьянин деревни Гирино Щербинской волости Витебского уезда.
Начальное образование получил дома. Занимался земледелием (8 десятин). Служил смотрителем общественных хлебных магазинов (8 лет), сельским старостой (6 лет), волостным старшиной (9 лет) и председателем волостного суда (6 лет). Неоднократно получал благодарности от начальника губернии, имел похвальный лист и серебряную медаль на Станиславской ленте.
В 1907 году был избран в члены III Государственной думы от Витебской губернии съездом уполномоченных от волостей. Входил во фракцию умеренно-правых, с 4-й сессии — в русскую национальную фракцию, с 5-й сессии — в группу беспартийных. Состоял членом комиссии по исполнению государственной росписи доходов и расходов. Среди прочего подписал законопроекты: «О наделении землей малоземельных и безземельных крестьян», «О запрещении продажи частновладельческой земли», «Об упразднении в Белоруссии остатков чиншевого владения». Выступал в прениях по вопросу о выходе крестьян из общины, об увеличении содержания городского и сельского духовенства, о преобразовании местного суда.
Дальнейшая судьба неизвестна.